# Glucosiltransferasa
Les glucosiltransferases són enzims que actuen com catalitzadors en la transferència d'un monosacàrid d'un nucleòtid de sucre activat (també conegut com el "donador glicosil") a una molècula,que normalment és un alcohol, acceptora de glicosil.

## Transferència de glicosil
El resultat de la transferència de glicosil pot ser un carbohidrat, un glucòsid, un oligosacàrid o un polisacàrid. Algunes glucosiltransferases catalitzen transferències a fosfat inorgànic o aigua.
Les transferències de glicosil també poden pasar en residus de proteïnes, normalment la tirosina, serina o treonina per donar O-glicoproteïnes o a l'asparagina per donar N-glicoproteïnes.

## Transferència de manosil
Els grups manosil poden transferir-se a triptòfan per generar C-manosil triptòfan, que és relativament abundant als eucariotes. Les transferases poden també utilitzar lípids com a acceptors, formant glicolípids, o també lípids vinculats a sucre donadors de fosfat, com els fosfats dolicol.

## Donadors
És comú que els nucleòtids derivats del sucre siguin utilitzats com donadors de glicosil. Les glucosiltransferases que utilitzen nucleòtids de sucre s'anomenen enzims Leloir, per Luis F.Leloir, el científic que va descobrir el primer nuclèotid de sucre i que va rebre el Premi Nobel de Química en 1970 pel seu treball sobre el metabolisme dels carbohidrats.
Les glucosiltransferases que utilitzen donadors no-nucleòtids, que poden ser pirofosfats poliprenol, fosfats poliprenol, sucre-1-fosfats o sucre-1-pirofosfats, són anomenats glucosiltransferases no-Leloir. Aquests enzims no-Leloir apareixen en una varietat d'organismes.

## Mecanisme
Les glucosiltransferases, per analogia amb les hidrolases de glucòsids, poden catalitzar la transferència d'un fragment de glicosil amb conservació o inversió de l'anòmer. Les glucosiltransferases són normalment dependents dels ions de metall, amb metalls com magnesi o manganès trobats en la part activa i actuant com àcids de Lewis al vincular-se al grup (di)fosfat que se'n va.
Els mamífers utilitzen només nou nucleòtids donadors de sucre per les glucosiltransferases: UDP-glucosa, UDP-galactosa, UDP-GlcNAc, UDP-GalNAc, UDP-xylose, àcid UDP-glucuronic, GDP-manosa, GDP-fucosa i CMP-àcid siàlic.
Altres organismes tenen una extensa varietat de donants de nucleòtids de sucre. Moltes glucosiltransferases en un nombre d'organismes utilitzen donadors glicosil vinculats a lípids on en el lípid hi ha freqüentment un terpenoid, com un dolicol o poliprenol.

## Classificació per seqüència
Els mètodes de classificació basats en la seqüència han demostrat ser una manera molt útil per generar hipòtesis per les funcions de les proteïnes basades en la seqüència d'alineació a proteïnes relacionades. La base de dades de l'enzim actiu de carbohidrat presenta una classificació de glucosiltransferases en aproximadament 90 famílies basada en una seqüència. El mateix plec tridimensional hauria de fer-se en la resta de famílies.

## Estructura
En contrast amb la diversitat d'estructures tridimensionals observades per les glucòsid-hidrolases, les glucosiltransferases tenen una franja molt més petita d'estructures. De fet, segons la base de dades de "Structural Classification of Proteins", només s'han observat tres plecs diferents per la glicosiltransferasa. Molt recentment, es va identificar un nou plec de glicosiltransferasa per les glucosiltransferases involucrades en la biosíntesi del polímer NAG-NAM de l'esquelet del polímer del peptidoglicà.

## Inhibidors
Es coneixen molts inhibidors de les glucosiltransferases. Alguns d'aquests són productes naturals, com la moenmicina, un inhibidor dels peptidoglicans de les glucosiltransferases, les nikkomicines, inhibidors de la quitina sintasa, i de les equinocandines, inhibidors de les b-1,3-glucan-sintases dels fongs.
Alguns inhibidors de glucosiltransferases s'utilitzen com drogues o antibiòtics. La moenimicina s'utilitza en el menjar d'animals com un promotor del creixement. La capsofungina s'ha desenvolupat a partir de les equinocandines i s'utilitza com un agent antifúngic. L'etambutol és un inhibidor arabinotransferases dels micobacteris i s'utilitza per al tractament de la tuberculosi. El lufenuron és un inhibidor de les quitina sintetases dels insectes i s'utilitza per controlar les puces als animals.

## Determinant del grup sanguini
El sistema de grup ABO es determina per quin tipus de glucosiltrnasferasa s'expressen al cos.
El locus del gen ABO que expressa les glucosiltransferases té tres formes al·lèliques: A, B i O. L'al·lel A codifica una glucosiltransferasa que transforma l'α-N-acetilgalactosamina en D-galactosa fi de l'antigen H, produint l'antigen A. L'al·lel B codifica una glucosiltransferasa que junta una α-D-galactose amb una D-galactosa al final de l'antigen H, creant l'antigen B. En el cas de l'al·lel O l'exó 6 conté una supressió que resulta en una pèrdua d'activitat enzimàtica. L'al·lel O es diferencia una mica de l'al·lel A per la supressió d'un nucleòtid: la guanina en posició 261. L'eliminació causa un marc de lectura i resulta en la traducció d'una proteïna quasi totalment diferent, que li falta l'activitat enzimàtica. Això resulta en que l'antigen H no canvia en els grups O.
La combinació de glucosiltransferases pels dos al·lels presents en cada persona determina si és un grup sanguini AB, A, B ó O.

## Usos
Les glucosiltransferases han sigut molt utilitzades en la síntesi de glicoconjugats. Els enzims apropiats poden ser aïllats de fonts naturals o produïts per recombinació.
Com a alternativa, sistemes basats en cèl·lules senceres que utilitzen donants de glicosil endogen o sistemes clonats i expressats basats en cèl·lules que contenen sistemes per la síntesi de donants de glicosil, que s'han desenvolupat.
A les aproximacions lliures de cèl·lules, l'aplicació a gran escala de glucosiltransferases per la síntesi de glicoconjugats ha requerit accés a grans quantitats de donants de glicosil. D'altra banda, els sistemes de reciclat de nucleòtids que permeten la resíntesi dels donadors de glicosil des del nucleòtid alliberat s'han desenvolupat. L'enfocament de reciclatge de nucleòtids té a més el benefici de reduir la quantitat de nucleòtid format com un subproducte, reduint la quantitat d'inhibició causada a la glicosiltransferasa d'interès, una característica comunament observada del subproducte del nucleòtid.
Les glucosiltransferases són els enzims responsables de la glicosilació de les proteïnes de membrana i de secreció en les cèl·lules. Diferents estudis han descrit una correlació entre l'expressió de determinats antígens glucídics i el fenotip metastàtic d'algunes línies cel·lulars tumorals. Modificacions en l'estructura de les glucosiltransferases poden provocar alteracions glucídiques. Aquesta glicosilació aberrant és un caràcter fenotípic comú en les cèl·lules del càncer. Els canvis en el contingut d'àcid siàlic de les cèl·lules malignes s'han relacionat amb l'agressivitat, invasió i capacitat de metàstasi de les cèl·lules tumorals de diferents tipus de càncer. Per tant, aquestes alteracions tenen una gran implicació en processos clau del desenvolupament del càncer i conèixer-les proporciona biomarcadors específics on aplicar-hi una intervenció terapèutica dirigida.

## Vegeu també

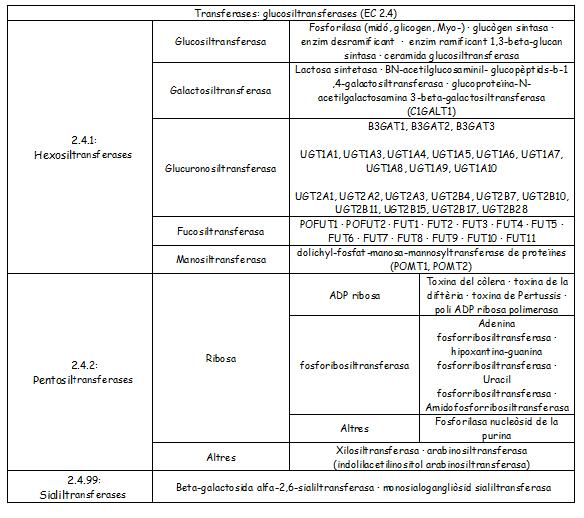
Transferases